# Copa Emirates de 2019
A Copa Emirates de 2019 foi a 10ª edição da Copa Emirates. Foi decidida em uma partida única no dia 28 de julho de 2019 no Emirates Stadium, em Londres. Os participantes foram o Arsenal (Masculino e Feminino), o Lyon e o Bayern de Munique, sendo o Lyon o campeão do masculino e o Bayern de Munique campeão do feminino. Nesse ano a copa teve um novo formato, com as mulheres competindo pela primeira vez.

## Participantes
- Arsenal (Masculino)
- Lyon (Masculino)
- Arsenal (Feminino)
- Bayern de Munique (Feminino)

## Jogos

### Futebol Feminino
| 28 de julho | Arsenal | 0 – 1 | Bayern de Munique | Emirates Stadium, Londres |
| 12:30 BST   |         |       | 24' Leupolz       |                           |

### Futebol Masculino
| 28 de julho | Arsenal        | 1 – 2 | Lyon             | Emirates Stadium, Londres |
| 15:15 BST   | Aubameyang 35' |       | 66', 75' Dembélé |                           |